# Mohammed El-Kurd
Mohammed El-Kurd (em árabe: محمد الكرد‎; Jerusalém, 15 de maio de 1998) é um escritor, poeta e jornalista palestino, natural de Sheikh Jarrah na Jerusalém Oriental. Concluiu seu mestrado nos Estados Unidos antes de retornar a Sheikh Jarrah para protestar contra as expulsões forçadas de lá, incluindo as de sua família. El-Kurd ganhou destaque por sua descrição da ocupação israelense, frequentemente referindo-se aos despejos como uma forma de limpeza étnica, e à ocupação como um todo como crime de apartheid e colonização de povoamento.

## Biografia
Mohammed El-Kurd nasceu em Sheikh Jarrah, um bairro palestino em Jerusalém Oriental. Em 2009, aos 11 anos, os colonos israelenses assumiram parte da casa de sua família em Sheikh Jarrah. El-Kurd foi o tema principal do documentário de 2013 My Neighbourhood, de Julia Bacha e Rebekah Wingert-Jab.

### Campanha por Sheikh Jarrah
El-Kurd tem documentado e se manifestado contra a expulsao de palestinos de suas casas em Sheikh Jarrah. Mohammed e sua irmã gêmea Muna El-Kurd começaram uma campanha para aumentar a conscientização sobre os despejos forçados em Sheikh Jarrah através dos canais de mídia social. Mohammed e Muna foram detidos pela polícia israelense em 6 de junho de 2021. Foram liberados no mesmo dia, após serem detidos por várias horas.
Em 2021, Mohammed e Muna El-Kurd foram nomeados para a lista anual das 100 pessoas mais influentes do mundo da revista Time.

## Trabalhos publicados
Desde 2021, El-Kurd é o correspondente do jornal The Nation na Palestina.
El-Kurd escreve sua poesia e artigos em inglês. Ele escreve sobre os temas de expropriação, limpeza étnica, violência sistêmica e estrutural, colonialismo de povoamento, islamofobia e papéis de gênero. Exemplos notáveis incluem:
- Dear President Obama … I hope you won't remain silent (Caro presidente Obama... Eu espero que você não permaneça em silêncio), The Guardian, 2013.[19]
- Palestinian women: An untold history of leadership and resistance (Mulheres palestinas: uma história não contada de liderança e resistência), Al Jazeera, 2018.[20]
- My Grandmother, Icon of Palestinian Resilience (Minha avô, ícone da resiliência palestina), The Nation, 2020.[21]
- Tomorrow My Family and Neighbors May Be Forced From Our Homes by Israeli Settlers (Amanhã minha família e vizinhos podem ser forçados a deixar nossas casas por colonos israelenses), The Nation, 2020.[22]
- Why are Palestinians being forced to prove their humanity? (Por que os palestinos estão sendo forçados a provar sua humanidade?), +972 Magazine, 2020.[12]
- If they steal Sheikh Jarrah (Se eles roubarem Sheikh Jarrah), Mada Masr, 2021.[23]
- The Israeli Military Shot My Cousin—and the US Bears Part of the Blame (O exército israelense atirou no meu primo — e os EUA possuem parte da culpa), The Nation, 2021.[24]
- Rifqa, Haymarket Books, 2021.[25]